# Ceratoneuronella
Ceratoneuronella is een geslacht van vliesvleugeligen uit de familie Eulophidae. De wetenschappelijke naam van dit geslacht is voor het eerst geldig gepubliceerd in 1913 door Girault.

## Soorten
Het geslacht Ceratoneuronella omvat de volgende soorten:
- Ceratoneuronella aligherini Girault, 1915
- Ceratoneuronella nigriventris Girault, 1913
- Ceratoneuronella rufobasalis Girault, 1915